# Madres y Familiares de Uruguayos Detenidos Desaparecidos
Madres y Familiares de Uruguayos Detenidos Desaparecidos es una organización que nuclea a familiares de detenidos desaparecidos durante la última dictadura cívico-militar de Uruguay. Su propósito principal es conocer lo que les sucedió a sus familiares desde que desaparecieron y el paradero de sus restos desde una óptica que reivindica la verdad, la justicia, la memoria y el nunca más terrorismo de Estado. Creada en el año 1983, su sede está ubicada en Montevideo.

## Historia

### Inicios
A raíz de las denuncias y primeras investigaciones realizadas por familiares de uruguayos detenidos y desaparecidos en Uruguay y en Argentina (debido al Plan Cóndor), se fue conformando a mediados de los años 1970 un núcleo de personas para buscar a sus familiares en conjunto e intentar llegar a la verdad respecto a la situación de sus hijos, hermanos, parejas y padres desaparecidos.
El grupo terminó de consolidarse en el año 1983, gracias a la unión de tres organizaciones de familiares de desaparecidos: Asociación de Familiares de Uruguayos Desaparecidos (AFUDE), fundada en Europa por exiliados, Familiares de Uruguayos Desaparecidos en Argentina, que trabajaba desde 1977 y Familiares de Uruguayos Detenidos Desaparecidos en Uruguay, que lo hacía desde 1982.

### Reapertura democrática

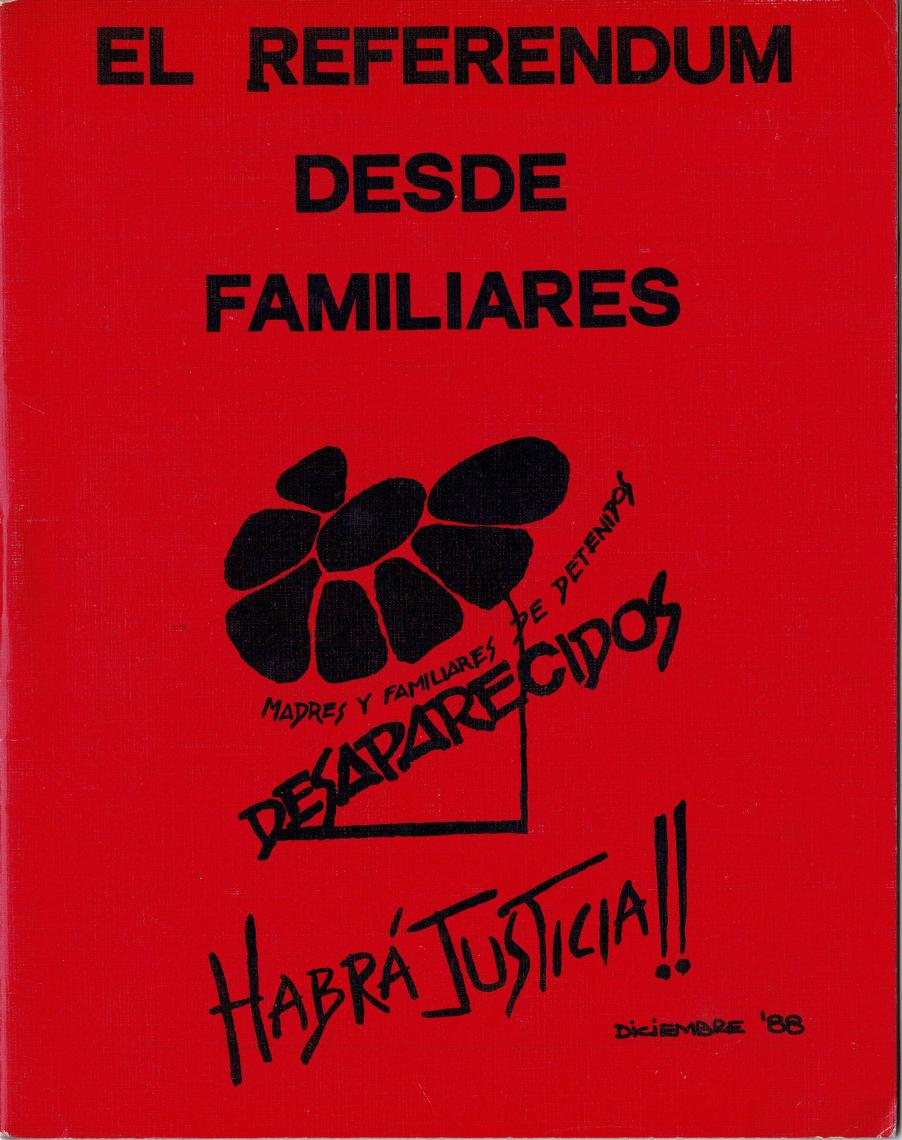
Cubierta del informe de Madres y Familiares de Detenidos Desaparecidos a raíz del referéndum de 1989.

Una vez restituida la democracia en Uruguay, la Ley de Caducidad de la Pretensión Punitiva del Estado (1986) impidió juzgar las violaciones a los derechos humanos cometidas por funcionarios militares y policiales durante la dictadura cívico-militar. Sin embargo, Madres y Familiares de Uruguayos Detenidos Desaparecidos sostuvo la búsqueda de la verdad sobre lo ocurrido.
Cada 20 de mayo, desde el año 1996, junto a otras organizaciones, Madres y Familiares de Uruguayos Detenidos Desaparecidos convoca a la Marcha del Silencio para reclamar por memoria, verdad y justicia.

Entre sus militantes se cuenta Javier Miranda, abogado y político que más adelante presidiera el Frente Amplio.

## Publicaciones[6]
Algunas de sus publicaciones:
- A todos ellos (2004)[7]
- Desaparecidos A La Escucha Del Silencio Para Sellar La Paz (2001)
- El Referendum desde Familiares (1990)
- El Referendum desde Familiares (1988)
- Uruguayos desaparecidos en Argentina (1985)